# تفجيرات العراق 21 ديسمبر 2013
السبت  21 ديسمبر 2013: قتل 23 عسكريا على الأقل منهم ضباط كبار، أثناء مداهمة الجيش لوكر يفترض أنه تابع لتنظيم القاعدة بمحافظة الأنبار غربي العراق. ومن بين القتلى قائد الفرقة السابعة بالجيش العراقي اللواء الركن محمد الكروي، وآمر اللواء الأول العميد نومان محمد وعدد من أركان الفرقة بينهم عمداء وعقداء وضباط من الرتب المتوسطة وعدد أخر من الجنود. وسبب الحادث كان وصول معلومات خاطئة إلى الفرقة السابعة في الجيش العراقي، بوجود عدد من مسلحي القاعدة في وكر بمنطقة وادي حوران. وعند وصول أعضاء الفرقة إلى الوكر المفترض، تم تفجيره بمن فيه، وتبع التفجير هجوم انتحاريين بأحزمة ناسفة.
وفي الفلوجة قتل 4 ضباط في هجوم على دورية لضباط الجيش، كما استهدف هجوم آخر ضباطا في قيادة عمليات دجلة في كركوك، ما أدى إلى مقتل وإصابة 4 ضباط.
وأرتفع عدد القتلى الذين سقطوا في العراق يوم الجمعة المصادف 20 ديسمبر 2013 إلى 14 شخصاً على الأقل، معظمهم قضوا في تفجير مزدوج في سوق للأغنام شمالي العراق في قضاء طوز خورماتو، على بعد 170 كيلومتراً شمالي العاصمة بغداد (مقتل 9 أشخاص على الأقل وإصابة 24 آخرين).
وفي منطقة سرجنار وسط محافظة السليمانية، أصيب 4 أفراد من قوات الأمن الكردية بانفجار عبوة ناسفة استهدفت سيارتهم داخل سوق شعبية.
وقالت الشرطة إن مسلحين في بلدة الحويجة قرب مدينة كركوك بشمال العراق، على بعد 210 كيلومترات شمالي بغداد، قد أقتحموا منزلين متجاورين وقتلوا 5 أفراد بداخلهما ثم فجروا المبنيين قبل أن يلوذوا بالفرار.